# Nhất Sơn Nhất Ninh
Nhất Sơn Nhất Ninh (zh. yīshān yīníng 一山一寧, ja. issan ichinei), 1247-1317, là một vị Thiền sư Trung Quốc thuộc tông Lâm Tế. Sau khi nhà Tống bị Mông Cổ lật đổ, sư được Nguyên Thành Tông cử đến Nhật Bản để nối lại mối quan hệ - vốn bị gián đoạn từ khi Mông Cổ cố gắng xâm lấn nhiều lần. Sư vừa đặt chân lên đất Nhật (1299) liền bị nghi là gián điệp, bị bắt giam. Sau khi được tha, sư được cử trụ trì Kiến Trường tự (ja. kenchō-ji), năm 1302 trụ trì Viên Giác tự (ja. engaku-ji) và năm 1312, Thiên hoàng Hậu Đề Hồ (ja. go-daigo) cử sư làm Phương trượng chùa Nam Thiền (ja. nanzen-ji) tại Kinh Đô (kyōto).
Sư nổi danh không chỉ là một Thiền sư mà còn là một nghệ sĩ xuất trần, một họa sĩ tinh thông Thư pháp (thư đạo, ja. shōdō).
Cùng với môn đệ người Nhật là Tuyết Thôn Hữu Mai (ja. sesson yūbai, 1290-1346), sư được xem là vị Khai tổ của phong trào Ngũ sơn văn học. Thiền sư Mộng Song Sơ Thạch (ja. musō soseki) - cũng một thời gian tu học với sư - là người đã góp phần lớn trong việc giúp đỡ các Thiền viện tại Kinh Đô trở thành những trung tâm của văn hoá, nghệ thuật và khoa học với sắc thái Trung Quốc rõ rệt.